# Gouvernement Boc I
Pour les articles homonymes, voir gouvernement Boc.
Roumanie
Tăriceanu Boc II
Le gouvernement Boc I (en roumain : Guvernul Emil Boc (1)) est le gouvernement de la Roumanie du 22 décembre 2008 au 23 décembre 2009, durant la sixième législature du Parlement roumain.
Il est dirigé par le conservateur Emil Boc, après la victoire du PDL à la majorité relative lors des élections législatives. Il succède au gouvernement du libéral Călin Popescu-Tăriceanu et cède le pouvoir au gouvernement Boc II après la rupture de la coalition gouvernementale.

## Historique du mandat
Ce gouvernement est dirigé par le Premier ministre conservateur Emil Boc, précédemment maire de Cluj-Napoca. Il est constitué et soutenu par une « grande coalition » entre le Parti démocrate-libéral (PDL) et le Parti social-démocrate (PSD), qui disposent ensemble de 229 députés sur 334, soit 68,6 % des sièges de la Chambre des députés, et 100 sénateurs sur 137, soit 73 % des sièges du Sénat.
Il est formé à la suite des élections parlementaires du 30 novembre 2008.
Il succède donc au gouvernement du libéral Călin Popescu-Tăriceanu, constitué par une coalition minoritaire entre le Parti national libéral (PNL) et l'Union démocrate magyare de Roumanie (UDMR), et bénéficiant du soutien sans participation du Parti social-démocrate.

### Formation
Le 10 décembre, alors que le Parti démocrate-libéral et le Parti social-démocrate annoncent être proches d'un accord pour former un gouvernement commun, le président Traian Băsescu charge l'économiste et ancien Premier ministre Theodor Stolojan de former le futur gouvernement roumain. Le PDL et le PSD annoncent quatre jours plus tard avoir conclu un pacte de gouvernance partagée, baptisé « partenariat pour la Roumanie » et qui prévoit notamment de nommer un ministre de la Justice indépendant des partis mais accepté par les deux alliés afin de garantir l'indépendance de la magistrature.
Au lendemain de la signature de l'entente entre les démocrates-libéraux et les sociaux-démocrates, Theodor Stolojan fait savoir qu'il renonce à son rôle de mandataire présidentiel, sans expliquer les raisons de cette démission. Quelques heures plus tard, le chef de l'État indique qu'il a chargé le président du PDL, Emil Boc, de constituer le nouvel exécutif, un candidat qui ne dispose pas des mêmes compétences dans le domaine économique que son prédécesseur et alors que le pays est menacé par la crise économique mondiale. Le 22 décembre, la séance commune du Parlement accorde sa confiance au cabinet par 324 voix pour et 115 contre.

### Évolution
Le ministre de l'Intérieur Gabriel Oprea annonce le 13 janvier 2009 sa démission, après avoir perdu la confiance de la direction nationale du Parti social-démocrate, qui lui reproche son manque de discipline pour avoir nommé sans consultation les secrétaires d'État de son ministère ; ses fonctions sont confiées par intérim au vice-Premier ministre Dan Nica. Liviu Dragnea est choisi six jours plus tard pour prendre sa succession mais il se démet à son tour au bout de seulement deux semaines, évoquant comme raison de son départ le sous-financement dont son ministère ferait l'objet. Dan Nica est alors choisi pour occuper à titre définitif la direction du ministère, tout en conservant son titre d'adjoint au chef du gouvernement.
Le 14 juillet 2009, la sénatrice du PDL Sorina Plăcintă (ro) est désignée pour remplacer Monica Iacob Ridzi en qualité de ministre de la Jeunesse et des Sports, à la suite d'un scandale financier ayant touché un programme ministériel et qui a conduit une commission d'enquête parlementaire à recommander le renvoi de la ministre devant la justice,.

### Succession
Après que le ministre de l'Intérieur Dan Nica a affirmé que l'élection présidentielle du 22 novembre suivant serait entachée de fraudes en raison d'achats de voix, le président Băsescu procède à son limogeage le 1er octobre 2009, sur proposition du Premier ministre. En réaction, le PSD quitte la coalition, laissant Emil Boc — qui nomme des ministres du PDL pour assumer les ministères désormais vacants — gouverner en minorité. Le 13 octobre, les députés et sénateurs adoptent une motion de censure, déposée par le Parti national libéral et l'Union démocrate magyare, par 254 suffrages favorables contre 176, soit 18 voix de plus que le minimum requis ; c'est alors la première fois depuis 1990 que les chambres renversent le gouvernement.
Le PSD, le PNL et l'UDMR annoncent le 14 octobre proposer au président de l'État la candidature du maire de la ville de Sibiu Klaus Iohannis, perçu comme indépendant des partis et présentant un profil technocratique. Cependant, Traian Băsescu choisit de ne pas tenir compte de cette proposition — bien que les forces politiques soutenant Iohannis bénéficient des deux tiers des sièges dans les deux chambres — et charge l'économiste Lucian Croitoru, conseiller du gouverneur de la banque centrale, de constituer le nouvel exécutif. Le gouvernement que forme Lucian Croitoru est ainsi rejeté par les députés et sénateurs lors du vote de confiance organisé le 4 novembre, par 250 voix contre et 189 pour.
Deux jours après cet échec, le président de Roumanie porte son choix de candidat sur Liviu Negoiță, maire du troisième secteur de Bucarest et membre du Parti démocrate-libéral, dont les chances de succès paraissent toutes aussi limitées. Il présente son équipe gouvernementale, qui confirme sept ministres du gouvernement Boc, comme la proposition ministérielle faite par Lucian Croitoru, trois jours plus tard,. Il renonce finalement à son mandat le 16 décembre, après que Traian Băsescu a été réélu lors du second tour de l'élection présidentielle, d'une courte tête face au candidat social-démocrate Mircea Geoană,.
Le 17 décembre, le chef de l'État fait de nouveau appel à Emil Boc, qui assume depuis plus de deux mois l'expédition des affaires courantes, et lui confie la tâche de constituer un nouveau gouvernement. Ce dernier s'assure le soutien de l'Union démocrate magyare de Roumanie et de parlementaires « indépendants », et confie par exemple le poste de ministre de la Défense à un transfuge du Parti social-démocrate, Gabriel Oprea. Lors du vote de confiance en séance commune du Parlement le 23 décembre, le gouvernement Boc II reçoit l'investiture parlementaire par 276 voix pour et 135 contre, mettant fin à 71 jours de crise politique.

## Composition

### Initiale
| Fonction                                                        | Titulaire | Titulaire | Parti |
| --------------------------------------------------------------- | --------- | --- | ----- |
| Premier ministre                                                |           | Emil Boc | PDL   |
| Vice-Premier ministre                                           |           | Dan Nica | PSD   |
| Ministre des Finances publiques                                 |           | Gheorghe Pogea | PDL   |
| Ministre de l'Administration et de l'Intérieur                  |           | Gabriel Oprea (jusqu'au 14/01/2009) Dan Nica a.i. (jusqu'au 20/01/2009) Liviu Dragnea (jusqu'au 11/02/2009) Dan Nica | PSD   |
| Ministre des Transports et des Infrastructures                  |           | Radu Berceanu | PDL   |
| Ministre des Affaires étrangères                                |           | Cristian Diaconescu                                                                                                  | PSD   |
| Ministre de l'Économie                                          |           | Adriean Videanu | PDL   |
| Ministre de l'Éducation, de la Recherche et de l'Innovation     |           | Ecaterina Andronescu                                                                                                 | PSD   |
| Ministre du Développement régional et du Logement               |           | Vasile Blaga | PDL   |
| Ministre du Travail, de la Famille et de la Protection sociale  |           | Marian Sârbu | PSD   |
| Ministre de la Défense nationale                                |           | Mihai Stanișoară | PDL   |
| Ministre de la Justice et des Libertés publiques                |           | Cătălin Predoiu | Sans  |
| Ministre de l'Agriculture, des Forêts et du Développement rural |           | Ilie Sârbu | PSD   |
| Ministre du Tourisme                                            |           | Elena Udrea | PDL   |
| Ministre de la Santé publique                                   |           | Ion Bazac | PSD   |
| Ministre de la Culture, des Cultes et du Patrimoine national    |           | Theodor Paleologu | PDL   |
| Ministre de l'Environnement                                     |           | Nicolae Nemirschi | PSD   |
| Ministre de la Jeunesse et des Sports                           |           | Monica Iacob-Ridzi (jusqu'au 14/07/2009) Luminița Plăcintă                                                           | PDL   |
| Ministre des PME, du Commerce et du Milieu des affaires         |           | Constantin Niță | PSD   |
| Ministre des Communications et de la Société de l'information   |           | Gabriel Sandu | PDL   |
| Ministre délégué aux Relations avec le Parlement                |           | Victor Ponta | PSD   |

### Remaniement du1eroctobre 2009
| Fonction | Titulaire | Titulaire         | Parti |
| --- | --------- | ----------------- | ----- |
| Premier ministre Ministre de l'Éducation, de la Recherche et de l'Innovation                                          |           | Emil Boc          | PDL   |
| Ministre des Finances publiques Ministre du Travail, de la Famille et de la Protection sociale                        |           | Gheorghe Pogea    | PDL   |
| Ministre des Transports et des Infrastructures Ministre de l'Agriculture, des Forêts et du Développement rural        |           | Radu Berceanu     | PDL   |
| Ministre de l'Économie Ministre de la Santé publique                                                                  |           | Adriean Videanu   | PDL   |
| Ministre du Développement régional et du Logement Ministre de l'Administration et de l'Intérieur                      |           | Vasile Blaga      | PDL   |
| Ministre de la Défense nationale                                                                                      |           | Mihai Stanișoară  | PDL   |
| Ministre de la Justice et des Libertés publiques Ministre des Affaires étrangères                                     |           | Cătălin Predoiu   | Sans  |
| Ministre du Tourisme Ministre de l'Environnement                                                                      |           | Elena Udrea       | PDL   |
| Ministre de la Culture, des Cultes et du Patrimoine national                                                          |           | Theodor Paleologu | PDL   |
| Ministre de la Jeunesse et des Sports Ministre déléguée par intérim aux Relations avec le Parlement                   |           | Luminița Plăcintă | PDL   |
| Ministre des Communications et de la Société de l'information Ministre des PME, du Commerce et du Milieu des affaires |           | Gabriel Sandu     | PDL   |